# Водене биљке
Водене биљке су васкуларне биљке које су се прилагодиле животу у воденим срединама (сланој или слатководној води). Они се такође називају хидрофити или макрофити, да би се разликовали од алги и других микрофита (фитопланктона). У језерима, рекама и мочварама, водена вегетација обезбеђује покривач за водене животиње као што су рибе, водоземци и водени инсекти, ствара супстрат за бенталске бескичмењаке, производи кисеоник путем фотосинтезе и служи као храна за неке биљоједе дивље животиње. Познати примери водених биљака су локвањ, лотос, пачја папрат, ацола, плавун, кроцањ, кобиљи реп, водена салата и водени зумбул.
Иако морске траве, које су велике вишећелијске морске алге, имају сличне еколошке функције као и водене биљке као што је морска трава, оне се обично не називају макрофитима јер им недостаје специјализовани корен/ризоидни систем биљака. Уместо тога, морске траве имају држаче, структура налик корену која учвршћује водене сесилне организме, који служе само као сидра и немају апсорпциону функцију.
Водене биљке захтевају посебне адаптације за пловност на површини воде. Најчешћа адаптација је присуство лаких ћелија унутрашњег паковања, аеренхима, али су чести и плутајући листови и фино сецирани листови. Водене биљке успевају само у води или земљишту које је често засићено водом, па су стога уобичајена компонента мочвара. Једна од највећих водених биљака на свету је боливијски локвањ, који држи Гинисов светски рекорд по томе што има највећи неподељени лист, са пречником од 3,2 м. Најмања је безкоренска ситна лећа, која има само 1 мм у пречнику. Многе мале животиње користе водене биљке као заштитна склоништа од предатора, како одозго тако и испод површине воде.
Водене биљке су важни аутотрофни организми и основа су мреже хране за многе водене биљке, посебно мочварне врсте. Они се такмиче са фитопланктонима за вишак хранљивих материја као што су азот и фосфор, чиме се смањује распрострањеност еутрофикације и штетног цветања алги, и имају значајан утицај на хемију приобалног земљишта јер њихово лишће, стабљика и корење успоравају проток воде, заустављајући седименте и загађиваче. Вишак седимента се таложи у речно корито због смањеног протока, а неке водене биљке такође имају симбиотске микробе способне да фиксирају азот и разбију загађиваче заробљене и/или апсорбоване корењем. Историјски гледано, водене биљке су мање проучаване од копнених биљака, а управљање воденом вегетацијом постаје све више истраживано поље, као средство за смањење пољопривредног загађења водених тела.

## Карактеристике
Карактеристике водених биљака су:
- Танка мембрана
- Поре које су обично затворене због воде у изобиљу
- Повећање броја пора са обе стране листа
- Мало корење због воде која може да уђе директно кроз лист
- Специјализован корен за узимање кисеоника

## Дистрибуција
Главни фактор који контролише дистрибуцију водених биљака је доступност воде. Међутим, други абиотички фактори такође могу да контролишу њихову дистрибуцију, укључујући доступност хранљивих материја, доступност угљен-диоксида и кисеоника, температуру воде, карактеристике супстрата, транспарентност воде, кретање воде и салинитет. Такође, биотички фактори као што су испаравање, такмичење за светлост, колонизација гљивама, и алелопатија утичу на појаву макрофита.

## Еволуција
Водене биљке су се прилагодиле да живе у слаткој или сланој води. Водене васкуларне биљке су настале у више наврата у различитим породицама биљака.  Могу бити папрати или скривеносеменице (укључујући и монокотиледоне и дикотиледоне биљке). Једине скривеносеменице које могу да расту потпуно потопљене у морску воду су морске траве. Примери се налазе у родовима као што су Thalassia и Zostera. Водено порекло скривеносеменица је подржано доказима да је неколико најранијих познатих фосилних скривеносеменица било водено. Водене биљке су филогенетски добро распршене по скривеносеменицама, са најмање 50 независних порекла, иако чине мање од 2% врста скривеносеменица. Archaefructus представља један од најстаријих, најкомплетнијих фосила скривеносеменица, који је стар око 125 милиона година. Ове биљке захтевају посебне адаптације за живот потопљен у воду или плутајући на површини.

## Адаптација

### Репродукција
Иако већина водених скривеносеменица може да се размножава цветањем и постављањем семена, многе су такође еволуирале да имају екстензивну асексуалну репродукцију помоћу ризома и туриона.

### Фотосинтеза
Потопљене водене биљке имају ограниченији приступ угљен-диоксиду у поређењу са копненим биљкама. Оне такође могу искусити смањен ниво светлости. Код водених биљака дифузни гранични слојеви око потопљених листова и фотосинтетичких стабљика варирају у зависности од дебљине, облика и густине листова и главни су фактор одговоран за значајно смањену брзину транспорта гасова преко границе лист/вода и стога у великој мери инхибирају транспорт угљен-диоксида. Да би се превазишло ово ограничење, многе водене биљке су еволуирале да метаболишу бикарбонатне јоне као извор угљеника.
Променљиве животне средине утичу на тренутне брзине фотосинтезе водених биљака и пигмената фотосинтетских ензима. У води интензитет светлости брзо опада са дубином. Дисање је такође веће у мраку по јединици запремине медијума у којем живе.

### Морфологија
Потпуно потопљене водене биљке имају малу потребу за чврстим или дрвенастим ткивом, јер су у стању да одрже своју позицију у води плутањем, типично из празнина испуњених гасом или чврстих ћелија аеренхима. Када се уклоне из воде, такве биљке су обично млохаве и брзо губе тургор.
Воденим биљкама које живе у рекама, међутим, треба довољно структурног ксилема да не би биле оштећене брзом текућом водом, а такође су им потребни јаки механизми везивања, како би избегле да буду ишчупане речним током.
Многе потпуно потопљене биљке имају фино исечене листове, вероватно да би се смањио отпор у рекама и да би се обезбедила знатно већа површина за размену минерала и гасова. Неке врсте биљака, као што је Ranunculus aquatilis, имају два различита облика листова, са фино исеченим листовима који су потпуно потопљени, и целим листовима на површини воде.
Неке биљке мирних вода могу променити свој положај у воденом стубу у различитим годишњим добима. Један значајан пример је тестерица, који почива на дну воденог тела, али полако исплива на површину у касно пролеће да би његов цваст могао да изађе на ваздух. Док се уздиже кроз воду, ствара корење и вегетативне ћерке биљке помоћу ризома. Када је цветање завршено, биљка се спушта у воду и корени атрофирају.
Код плутајућих водених скривеносеменица, листови су еволуирали тако да имају само стоме на горњој површини да би искористили атмосферски угљен-диоксид. Размена гасова се првенствено дешава преко горње површине листа. Због свог воденог окружења, биљке нису изложене ризику од губитка воде кроз стоме и стога се не суочавају са ризиком од дехидрације. За фиксацију угљеника, неке водене скривеносеменице су у стању да апсорбују угљен-диоксид из бикарбоната у води, што је особина која не постоји код копнених биљака. Скривеносеменице које користе бикарбонат могу одржавати нивое угљен-диоксида на задовољавајућем нивоу, чак и у окружењима са ниским нивоом угљеника.

### Пловност
Због свог окружења, водене биљке доживљавају пловност која се супротставља њиховој тежини. Због тога је њихов ћелијски омотач далеко флексибилнији и мекши, због недостатка притиска који доживљавају копнене биљке. Такође је познато да зелене алге имају изузетно танке ћелијске зидове због свог воденог окружења, а истраживања су показала да су зелене алге најближи предак живим копненим и воденим биљкама. Копнене биљке имају чврсте ћелијске зидове намењене да издрже тешке временске услове, као и да држе биљку усправно, јер се биљка одупире гравитацији. Гравитропизам, заједно са фототропизмом и хидротропизмом, су особине за које се верује да су еволуирале током преласка из водене у копнену средину. Копнене биљке више нису имале неограничен приступ води и морале су да еволуирају, да траже хранљиве материје у свом новом окружењу, као и да развијају ћелије са новим сензорним функцијама, као што су статоцити.

### Копнене биљке у воденим срединама
Копнене биљке могу да претрпе физиолошке промене када су потопљене услед поплава. Када је копнена биљка потопљена, откривено је да нови раст има тање листове и тање ћелијске зидове од листова на биљци која је расла док је била изнад воде, заједно са нивоом кисеоника који је виши у делу биљке која се узгаја под водом, у односу на делове који су расли у земљи. Ово се сматра обликом фенотипске пластичности јер биљка, једном потопљена, доживљава промене у морфологији које боље одговарају њиховом новом воденом окружењу. Међутим, док неке копнене биљке могу бити у стању да се краткорочно прилагоде воденом станишту, можда неће бити могуће размножавати се под водом, посебно ако се биљка обично ослања на копнене опрашиваче.

## Класификација макрофита
На основу облика раста, макрофити се могу окарактерисати као:
- Емергентне биљке
- Потопљене биљке
  - Укорењене биљке: укорењене у подлогу
  - Неукорењене биљке: слободно плута у воденом стубу
  - Причвршћене биљке: причвршћене за подлогу, али не кореном

- Биљке којима плута лишће
- Слободно плутајуће биљке

### Емергентне биљке
Емергентна биљка је она која расте у води, али пробија површину тако да је делимично изложена ваздуху. Заједно, такве биљке су емергентна вегетација.
Ова навика се развила зато што лишће може ефикасније да фотосинтетише у ваздуху и у конкуренцији потопљених биљака, али често је главна ваздушна карактеристика цвет и са њим повезан репродуктивни процес. Ова карактеристика омогућава опрашивање ветром или летећим инсектима.
Постоје многе врсте емергентних биљака, међу којима су трска, папирус, врсте Шевара, водољуб и дивља рижа. Неке врсте, као што је поточњак, могу расти у води као емергентне биљке, али су способне да цветају у мочварама или у влажној земљи.

### Потопљене биљке
Потопљени макрофити у потпуности расту под водом са корењем причвршћеним за супстрат (нпр. Myriophyllum spicatum) или без икаквог коренског система (нпр. Ceratophyllum demersum). Хелофити су биљке које расту делимично потопљене у мочварама и поново израстају из пупољака испод површине воде.

### Биљке којима плута лишће
Макрофити са плутајућим лишћем имају коренски систем причвршћен за подлогу или дно воденог тела, са листовима који плутају на површини воде. Уобичајени макрофити са плутајућим лишћем је локвањ.

### Слободно плутајуће биљке
Слободно плутајући макрофити налазе се суспендовани на површини воде, са кореном који није причвршћен за супстрат, седимент или дно воденог тела. Лако се разносе ваздухом и обезбеђују тло за размножавање комараца.

## Морфолошка класификација
Многе могуће класификације водених биљака засноване су на морфологији. Један пример има шест група:
- Амфифити: биљке које су прилагођене да живе под водом или на копну
- Елодеиди: биљке стабљике које завршавају цео животни циклус потопљене, или само са својим цветовима изнад водене линије
- Изоетиде: биљке розете које завршавају цео свој животни циклус потопљене
- Хелофити: биљке укорењене на дну, али са листовима изнад водене линије
- Нимфеиде: биљке укорењене на дну, али са листовима који плутају на површини воде
- Неустон: васкуларне биљке које слободно плутају у води

## Функције макрофита у воденим системима
Макрофити обављају многе функције у воденим екосистемима и пружају услуге људском друштву. Једна од важних функција које обављају макрофити је узимање растворених хранљивих материја укључујући азот и фосфор. Макрофити се широко користе у изграђеним мочварама широм света за уклањање вишка азота и фосфора из загађене воде. Поред директног уноса хранљивих материја, макрофити индиректно утичу на кружење хранљивих материја, посебно на кружење азота, тако што утичу на денитрификујуће бактеријске функционалне групе које насељавају корење и изданке макрофита. Макрофити подстичу седиментацију суспендованих чврстих материја смањујући тренутне брзине, ометају ерозију стабилизацијом површина тла. Макрофити такође обезбеђују просторну хетерогеност у иначе неструктурираном воденом стубу. Комплексност станишта коју обезбеђују макрофити има тенденцију да повећа разноврсност и густину и риба и бескичмењака.
Додатна вредност макрофита специфичних за локацију је то што обезбеђује станиште дивљих животиња и чини системе за третман отпадних вода естетски задовољавајућим.

## Употреба и значај за људе

### Прехрамбени усеви
Неке водене биљке се користе као извор хране. Примери укључују дивљу ражу (Zizania), кинески водени кестен (Eleocharis dulcis), водени орашак (Trapa natans), индијски лотос (Nelumbo nucifera), водени спанаћ (Ipomoea aquatica), бодљикави локвањ (Euryale ferox) и поточарку (Rorippa nasturtium-aquaticum).

### Биоассессмент
Смањење заједнице макрофита може указивати на проблеме са квалитетом воде и промене у еколошком статусу водног тела. Такви проблеми могу бити резултат превелике замућености, хербицида или заслањивања. Супротно томе, превисоки нивои хранљивих материја могу створити преобиље макрофита, што заузврат може ометати обраду језера. Узорак нивоа макрофита лаке со узима, не захтева лабораторијску анализу и лако се користи за израчунавање једноставних метрика обиља.

### Потенцијални извори терапеутских средстава
Фитохемијска и фармаколошка истраживања сугеришу да су слатководни макрофити, као што су готу кола, индијски лотос, поточарка, водени спанаћ и водена јагорчевина, обећавајући извори антиканцерогених и антиоксидативних природних производа.
Утврђено је да екстракти стабљике и корена водене јагорчевине, као и плода, листа и стабљике биљке Monochoria hastata, имају инхибициону активност липоксигеназе. Екстракт топле воде припремљен од листа водене јагорчевине испољава инхибициону активност алфа глукозидазе снажнију од акарбозе.

### Пречишћавање отпадних вода
Макрофити имају суштинску улогу, у неким облицима, пречишћавања отпадних вода, најчешће у пречишћавању отпадних вода малог обима, коришћењем изграђених мочвара или у полирању лагуна за веће шеме.

## Инвазивне водене биљке
Увођење алохтоних водених биљака довело је до бројних примера широм света да су такве биљке постале инвазивне и да често доминирају срединама у које су унете. Такве врсте укључују водени зумбул, који је инвазиван на многим тропским и суптропским локацијама, укључујући већи део југа Сједињених Америчких Држава, многе азијске земље и Аустралију. Новозеландски каменчић је високо инвазивна биљка у умереним климатским условима, која се шири од маргиналне биљке до обухватања читавог тела многих језера, до скоро потпуног искључивања других биљака и животиња.
Остале значајне инвазивне биљне врсте укључују плутајућу пениворт, коврџаву језерцу, азолу и папагајево перо. Многе од ових инвазивних биљака продате су као биљке за оксигенацију за акваријуме или као украсне биљке за баштенска језерца, а затим су пренете у животну средину.
У 2012. години, свеобухватним прегледом страних водених биљака у 46 европских земаља пронађено је 96 страних водених врста. Ове врсте су првенствено биле пореклом из Северне Америке, Азије и Јужне Америке. Најраспрострањенија страна биљка у Европи била је водена куга (пронађена у 41 европској земљи), затим азола (пронађена у 25 земаља) и валисперија (пронађена у 22 земље). Земље са највише забележених страних водених биљних врста биле су Француска и Италија са 30 врста, затим Немачка са 27 врста, и Белгија и Мађарска са 26 врста.
Европска и медитеранска организација за заштиту биља објавила је препоруке европским нацијама које заговарају ограничавање или забрану трговине инвазивним страним биљкама.